# Шутер от первого лица
Шутер от первого лица (англ. first-person shooter, сокр. FPS) — жанр компьютерных игр, в которых игровой процесс основывается на сражениях с использованием огнестрельного или любого другого оружия с видом от первого лица таким образом, чтобы игрок воспринимал происходящее глазами протагониста. В целом шутеры от первого лица (далее — ШПЛ) обладают схожими чертами с другими шутерами, которые, в свою очередь, представляют собой один из вариантов экшн-игр. Со времени появления, в этих играх использовалась самая передовая для своего времени 2,5D или 3D-графика, стимулирующая производителей к созданию более совершенного оборудования, а многопользовательские режимы стали их неотъемлемой частью.
Предпосылки ШПЛ можно найти уже в игре Maze War, разработка которой была начата в 1973, а также в вышедшей в 1974 году игре Spasim. Существенно позднее, после выхода множества более содержательных игр (наподобие MIDI Maze) и с выходом в 1992 году Wolfenstein 3D, жанр приобрел более чёткие, ставшие классическими очертания — Wolfenstein 3D заложила базовые принципы жанра, которые были применены в последующих играх. Одной из таких игр, сделавшей жанр более массовым и снискавшей большую популярность, стал Doom, вероятно, оказавший на жанр наибольшее влияние. Так, после выхода Doom все подобные игры именовались «клонами Doom».
С выходом Half-Life (1998) и Half-Life 2 (2004) в жанр были привнесены расширенные сюжетные элементы и элементы головоломок. Сильное влияние оказала и модификация для Half-Life — Counter-Strike (1999). Вышедший в 1997 году GoldenEye 007 стал вехой для ШПЛ на игровых приставках, а, в свою очередь, Halo был тепло встречен критиками и показал коммерческий потенциал приставок как платформы для ШПЛ.
В XXI веке шутеры от первого лица стали самыми коммерчески успешными: в 2016 году доля этих игр среди всех жанров составляла более 27 %. Некоторые из ШПЛ становились популярными киберспортивными дисциплинами, другие же легли в основу игровых соревновательных турниров.

## Определение
Шутер от первого лица представляет собой разновидность игры в жанре шутер с трёхмерным графическим окружением, при этом виртуальная камера находится в положении «от первого лица», то есть игроку показывается вид, идентичный виду из глаз игрового персонажа. Этим шутеры от первого лица отличаются от шутеров от третьего лица, в которых виртуальная камера расположена так, что игрок видит своего персонажа, обычно сзади. Основной элемент геймдизайна — сражение, обычно при помощи огнестрельного оружия.
Шутеры от первого лица иногда называются отличными от игр для светового пистолета, во многом похожего жанра, также построенного на виде от первого лица с управлением при помощи светового пистолета, чтобы подчеркнуть, что в ШПЛ используются более традиционные устройства ввода. Более существенным и важным различием, впрочем, является то, что перемещение в играх типа Virtua Cop происходит «по рельсам», в то время как ШПЛ типа Doom предоставляют игроку ту или иную степень свободы передвижения.
Шутеры от первого лица можно рассматривать и как отдельный жанр, и как подвид более широко жанра шутеров, то есть, в свою очередь, варианта экшн-игр. После выхода игры Doom в 1993 году все игры этого жанра как правило назывались «клонами Doom», это название со временем было заменено на «шутер от первого лица» практически повсеместно. Обычно в качестве «первопроходца» жанра указывается Wolfenstein 3D, вышедший за год до Doom, однако критиками был обнаружен ряд схожих менее продвинутых игр, первые из которых вышли в 1973 году. Также изредка возникают противоречия относительно причисления тех или иных элементов геймдизайна к жанру шутеров от первого лица. Например, Deus Ex или BioShock можно отнести к ШПЛ, но также их можно отнести и к RPG из-за широкого заимствования элементов этого жанра. Некоторые исследователи используют расширенное понятие шутеров от первого лица, причисляя к ним авиасимуляторы воздушного боя, в интерфейсе которых вместо рук с оружием отображается кабина.

## Особенности
В шутерах от первого лица, как и во многих других шутерах, представлено огнестрельное или метательное оружие, множество врагов, а также аватар — представление игрока в игровом мире. Эти игры, ввиду использования трёхмерного окружения, зачастую расцениваются как более реалистичные, нежели двумерные шутеры, а также располагают более точными представлениями гравитации, освещения, звуков и столкновений. Для управления персонажем на ПК обычно используют комбинацию клавиатуры и мыши. Этот способ управления был признан более совершенным, нежели часто встречающееся на игровых приставках управление при помощи двух аналоговых стиков: один используется для управления перемещением персонажа, другой — для управления виртуальной камерой и прицеливания. Как правило, в кадре изображают оружие в руках персонажа, а также набор индикаторов с информацией о здоровье персонажа, наличии амуниции и с описанием текущей локации. Часто игрок может вызвать карту близлежащей области, заслоняющую собой весь игровой кадр.

### Сражения и бонусы
Шутеры от первого лица часто сконцентрированы на создании игрового процесса, насыщенного быстрыми и кровавыми перестрелками, который, тем не менее, временами может становиться весьма выразительным и повествовательным, быть связанным с решением проблем или логических головоломок. Помимо стрельбы, в играх зачастую имеется и широкого применяется оружие ближнего боя. В некоторых играх такое оружие способно наносить существенно увеличенные повреждения в качество награды за риск, который происходит от необходимости активно управлять движениями своего персонажа в непосредственной близости от врага. В других играх оружие ближнего боя не отличается особенной эффективностью, но может использоваться в качестве оружия последней надежды. Так называемые «тактические шутеры» обычно более реалистичны, для успеха в них требуется слаженная командная работа. Игрок принимает командование отрядом персонажей, непосредственно управлять которыми могут либо другие игроки, либо компьютер.
В шутерах от первого лица игрок обычно может выбрать оружие из ряда вариантов, что имеет большое значения на то, как именно игрок будет проходить игру. В некоторых играх представлены модели реально существующего современного или исторического оружия с правильным отражением их скорострельности, размера магазина, запасов амуниции, отдачи и точности. В других играх может быть представлено различное выдуманное оружие, например, нереализованные прототипы, обусловленные сюжетной линией «внеземные технологии», а кроме того в этом качестве может использоваться широкое разнообразие от промышленных устройств и приспособлений до луков, лазеров, энергии, плазмы, ракето- и гранатомётов. Кроме того можно встретить различные варианты анимации метания камней, гранат, копий и т. п. Помимо этого в некоторых играх встречаются и более экзотические способы уничтожения руками пользователя, например, языки пламени, удары электричеством, телекинез и другие сверхъестественные проявления. Однако, несмотря на все это значительное разнообразие, геймдизайнеры зачастую вообще не связывают количество переносимого оружия с уменьшением скорости и мобильности персонажа, либо такая связь оказывает на игровой процесс лишь незначительное влияние. Для достижения реализма игрок может быть ограничен в количестве переносимого оружия, например, до винтовки и пистолета или аналогичного небольшого оружия, кроме того возможности персонажа могут быть ограничены до одновременного переноса только одним оружием. Таким образом, уровень реализма может в значительной степени варьироваться от одного игрового элемента к другому. Кроме того, исцеление персонажа или пополнение его боезапаса может осуществляться использованием предметов наподобие аптечек или ящиков с патронам, просто пройдя по ним. В некоторых играх возможно накопление очков опыта аналогично ролевым играм, за которые персонажу становятся доступными новые вооружения и способности.

### Дизайн уровней
Игровой процесс шутеров от первого лица может быть построен на чередовании уровней или на приёме «непрерывного» повествования, при котором виртуальная камера не покидает вида от первого лица. Другой способ построения игрового мира — создание крупномасштабного окружения-песочницы, которое не делится на уровни, но по нему персонаж может свободно перемещаться. В ШПЛ протагонист может взаимодействовать с игровым миром на разном уровне: от базовых действий типа открытия дверей до решения разных головоломок, основанных на разнообразных интерактивных объектах. В некоторых играх представлено в различной степени разрушаемое окружение, наиболее типичным способом является стрельба по бочкам, наполненным взрывоопасным веществом, уничтожение которых причиняет вред расположенным поблизости врагам. В некоторых играх посредством разрушения окружения можно получить некоторый эффект. Разные игры основаны на научно-фантастических, исторических (в частности, Вторая мировая война) или современных армейских сеттингах, тогда как антагонистами могут быть различные инопланетяне, монстры, террористы, солдаты и т. п. В ШПЛ обычно представлено несколько уровней сложности. Чем уровень сложности будет выше, тем большим запасом здоровья будут обладать враги, более агрессивным будет их поведение, больше урона они будут наносить, тогда как количество бонусов для игрока будет ограничено. В целом, при низкой сложности игроку достаточно полагаться на реакцию, в то время как высокие уровни сложности часто требуют определения способа прохождения уровней методом проб и ошибок.

### Многопользовательские режимы
В шутерах от первого лица представлена функция совместной игры, которая происходит на специальных уровнях. В некоторых игры был разработан только многопользовательский режим, режим одного пользователя в таких играх, если присутствует, существенно ограничен, то есть игрок соревнуется не с другими игроками, а с управляемыми компьютером противниками, которые называются боты. MMOFPS позволяют одновременно сражаться тысячам игроков в едином постоянном мире. В крупномасштабных MMOFPS может быть множество отрядов со своим лидером, осуществляющим командование, а также командиром, следящим за общей стратегией отряда. Стиль отдельных матчей в разных играх может значительно отличаться.
Классическими режимами совместной игры являются Deathmatch (и его командный вариант), в котором игроки получают очки за убийство персонажей других игроков, а также захват флага, в котором одна команда пытается проникнуть на базу противников, захватить их флаг и доставить на свою базу в то время, пока команда противников делает то же самое. В других режимах игроки должны захватывать чужую базу или определённую область на карте, должны удерживать некоторый объект как можно дольше, уклоняясь от других игроков, встречаются варианты Deathmatch с ограничением на количество «жизней» или же игроки сражаются за некоторый сильнодействующий бонусный предмет. Все эти режимы также могут быть модифицированы, позволяя игрокам менять оружие, здоровье и другие бонусы, расположенные на карте, а также общие условия победы. В некоторых играх игрок может выбрать класс персонажа, причем каждый класс обладает своими сильными и слабыми сторонами, использует особое снаряжение и выполняет в команде определённую роль.

## История

### Истоки: 1970-е и первая половина 1980-х
Старейшими документированными играми в жанре являются Maze War и Spasim. Геймплей Maze War был основан на перемещении пешком, что перекликается с современными играми жанра. Разработка игры была начата в 1973 году, хоть точная дата завершения разработки и остаётся неизвестной. Spasim же, согласно имеющейся информации, впервые появился в университете Иллинойса в 1974 году. Игра представляла собой рудиментарный космический симулятор, в котором был обзор от первого лица. В отличие от современных шутеров от первого лица, в старых играх были некоторые ограничения, связанные, например, с применением тайловой графики, из-за чего движение могло осуществляться только с определённым шагом, а угол поворота мог быть только с шагом в 90°. Spasim открыл дорогу более детальным симулятором и, наконец, симулятору танка, разработанному для армейских нужд в конце 1970-х годов. Эти игры не были доступны обычным пользователям. Первой игрой, выпущенной для пользователей в 1980 году на аркадах стала Battlezone, симулятор танка. В 1983 году эта игра была издана на домашних компьютерах, и стала первой успешной игрой для массового рынка с видом от первого лица и каркасной трёхмерной графикой, использующей мониторы векторной графики.

### Ранние шутеры от первого лица: 1987—1992
Один из ранних шутеров от первого лица, MIDI Maze, вышел в 1987 году на компьютерах Atari ST. Игровой процесс игры основывался на лабиринте, вид персонажа был похож на Pac-Man, но в трёхмерной перспективе. Позднее игра была портирована на множество систем, включая Game Boy и SNES под названием Faceball 2000. В этой версии впервые был режим Deathmatch, осуществляемый через интерфейс MIDI. Хоть сама по себе игра была довольно типичной, её многопользовательский режим стал культовым: сайт 1UP.com назвал игру «первым многопользовательским 3D-шутером на массовой системе» и первой «крупной экшн-игрой с игрой по сети».
Технология Ray casting, впервые применённая id Software в игре Hovertank 3D в мае 1991 года, позволила ускорить игровой процесс в сравнении с симуляторами транспортных средств из 1980-х годов. Вышедшая же через полгода, в ноябре 1991 года, игра Catacomb 3D привнесла новое улучшение — наложение текстур. Следующей игрой, где использовалась данная технология, стала выпущенная в 1992 году Ultima Underworld, игра в жанре Action/RPG от компании Looking Glass Studios. В этой игре был не только вид от первого лица, но и более продвинутый графический движок. Джон Ромеро, разработчик из id Software, узнал об этой технологии из телефонного разговора с Полом Ньюрэтом, состоявшимся в октябре 1990 года. После того как Ромеро описал технологию наложения текстур Джону Кармаку, программисту в id Software, тот ответил: «Я могу это сделать». И, ознакомившись с примером её использования от Looking Glass, решил реализовать эту технологию в Catacomb 3D. Другим нововведением Catacomb 3D было отображение руки протагониста и его оружия (в данном случае — магических заклинаний) на экране, тогда как ранее элементы аватара игрока не отображались. Опыт работы над Ultima Underworld позволил впоследствии Looking Glass создать такие игровые серии как Thief и System Shock.

### Рост популярности: 1992—1995
Вышедший в 1992 году Wolfenstein 3D за авторством id Software мгновенно стал успешным, в основном благодаря изданию по методу shareware. Эту игру часто упоминают как первопроходца шутеров от первого лица. Игра использовала технологию Ray casting, к тому времени уже применявшуюся в играх, на основе которой был создан революционный шаблон дизайна для шутеров, применяемый и в современных шутерах от первого лица. За исключением претензий к высокой жестокости, Wolfenstein 3D в целом избежал такого шквала критики, которому впоследствии подвергся Doom, тем не менее, из-за широкого использования нацистской символики её распространение было запрещено в Германии, а при портировании игры на SNES была произведена замена боевых собак на гигантских крыс. Развивая успех игры, Apogee Software в 1993 году выпускает игру Blake Stone: Aliens of Gold. Игра сначала неплохо продавалась, однако после выхода Doom, который состоялся через неделю, продажи быстро остановились.
Изданный в 1993 году по условно-бесплатной модели Doom улучшил концепцию, представленную в Wolfenstein 3D, внедрив улучшенные текстуры, перемену высот (то есть доступные для восхождения лестницы), а также некоторые эффекты типа мерцающего освещения или полностью затемнённых пятен. В результате получилось более правдоподобное трёхмерное окружение, нежели Wolfenstein 3D с его монотонными и упрощёнными уровнями. Doom позволял проводить соревновательные матчи между игроками, которые назывались «deathmatch». Именно из Doom этот термин постепенно внедрился в лексикон игроков по всему миру. По словам Джона Ромеро, одного из создателей игры, для создания такого режима они черпали вдохновение из турниров из файтинг-игр. Популярность игры была столь высока, что её многопользовательский режим стал создавать проблемы организациям, чьи локальные сети использовались для игры.
Многими Doom расценивается как самый важный когда-либо созданный шутер от первого лица. Он оказал влияние не только на последующие шутеры, но и на индустрию компьютерных игр в целом. С момента выхода эта игра была портирована практически на каждую систему, пригодную для компьютерных игр. Многопользовательские режимы, теперь неотделимые от жанра шутеров от первого лица, получили первое крупномасштабное признание именно в Doom. Благодаря комбинации кровавой жестокости, чёрного юмора и адских образов, Doom получил восторженные похвалы от критиков, однако эти же элементы вызвали поток критики от религиозных групп, а некоторые даже клеймили игру как «симулятор убийцы». Споры вспыхнули вновь, когда выяснилось, что Эрик Харрис и Дилан Клиболд, исполнители массового убийства в школе «Колумбайн», были фанатами игры. Семьи некоторых жертв впоследствии пытались судиться с различными игровыми компаниями, в том числе id Software, обвиняя их в провоцировании убийства.
В 1994 году вышла игра Heretic от Raven Software. Игры основана на модифицированном движке Doom, в котором были реализованы: возможность прицеливания по вертикали, инвентарь персонажа, в котором можно хранить и выбирать предметы, и джибсы (отлетающие при попадании в противников частицы плоти). Игра Marathon от Bungie, вышедшая на Macintosh в том же году, и последовавшие за ним сиквелы установили стандарты шутеров от первого лица на этой платформе. В Marathon впервые появились такие элементы как свободный обзор, оружие двойного назначения, разнообразные многопользовательские режимы (например, «король горы», «убить человека с мячом» или кооперативная игра), дружественные NPC, а также весьма выразительное повествование в дополнение в экшен-геймплею. После того как в LucasArts Entertainment осознали, что франшиза «Звёздных войн» содержит достаточно материала для создания шутера от первого лица в стиле Doom, в 1995 году была выпущена игра Star Wars: Dark Forces. В этой игре, в отличие от Doom, были некоторые технические улучшения, например, возможность персонажа ползти или смотреть вверх и вниз. Вышедший в 1996 году Duke Nukem 3D от Apogee стал «последним из великих шутеров, основанных на спрайтовой технологии», вызвав восторженную реакцию критиков за геймплей и специфический юмор, построенном образе мачо протагониста. Однако, некоторые нашли отношение к женщинам, свойственное игре (и последующим играм серии), унизительным и бестактным.

### Прогресс трёхмерной графики: 1995—2000
В 1994 году в Японии на домашних компьютерах Sharp X68000 вышла игра Geograph Seal от компании Exact. Оставшаяся малоизвестной на западных рынках игра, тем не менее была полностью трёхмерным полигональным шутером от первого лица с инновационной для платформерера игровой механикой и открытым миром. Через год Exact выпустила на PlayStation игру Jumping Flash!, в которой больше внимания было уделено платформерной составляющей. Descent (выпущенный в 1995 году Parallax Software), в которой игрок управляет полётом космического аппарата через пещеры и заводские каналы, стал первым по-настоящему трёхмерным шутером от первого лица. В игре не использовались спрайты и ray casting, вместо этого использовалась полигональная сетка, а также были реализованы все шесть степеней свободы.
Вскоре после выхода Duke Nukem 3D в 1996 году id Software выпустила свою ожидаемую игру Quake. Как и Doom, Quake оказал значительное влияние на формирование особенностей жанра. В игре был остросюжетный и кровавый геймплей, а с технической точки зрения в игре не использовались спрайты. Её обновление QuakeWorld в значительной степени было нацелено на онлайн-битвы через Интернет и имела множество разнообразных многопользовательских режимов, до сих пор встречающихся в шутерах от первого лица. Это первый ШПЛ, у которого появилось сообщество игровых кланов, впрочем ранее подобные образования были у основанной на литературной серии BattleTech игры MechWarrior 2, а также у разнообразных игр жанра MUD. Кроме того, игра заложила основы многих LAN party мероприятий, одно из которых — QuakeCon — было посвящено непосредственно этой игре. Популярность игры и использование в ней полигональной трёхмерной графики способствовали росту рынка видеокарт. В то же время расширенная поддержка и поощрение интереса к созданию модификаций привлекали игроков, которые желали по своему усмотрению поработать над игрой, чтобы создать собственные игровые модули. По словам Джона Ромеро, создание трёхмерного мира Quake было вдохновлено трёхмерной игрой Virtua Fighter. Изначально в Quake должны были присутствовать рукопашные схватки, подобно Virtua Fighter, однако по мере разработки игры от этой идеи отказались.
В 1997 году на Nintendo 64 вышла игра GoldenEye 007 от Rare, основанная на фильме о Джеймсе Бонде, и по состоянию на 2004 это была самая продаваемая на этой платформе игра в США. Игра стала вехой для шутеров от первого лица на игровых приставках и получила множество теплых отзывов за очень атмосферные уровни для одиночной игры, а также за хороший дизайн многопользовательских уровней. В игре была представлена снайперская винтовка, возможность убивать выстрелом в голову, а также имелись стелс-элементы; все это позднее также вошло в «духовное продолжение» GoldenEye 007 — игру Perfect Dark. Также в игре были некоторые элементы из Virtua Cop: перезарядка оружия, различная реакция на удар в зависимости от места попадания, штрафы за убийства невиновных, система прицеливания, позволяющая точно указать место на экране.
Игра Tom Clancy’s Rainbow Six, вышедшая в 1998 году, сделала популярным жанр тактических шутеров, несмотря на то, что это была не первая игра в жанре. Это была командная игра, нацеленная на реализм и основанная на контртеррористических сюжетах. Для успешного прохождения каждой миссии требовалось предварительное планирование, так как иногда персонаж мог быть убит одним попаданием пули. Medal of Honor в 1999 году создал долгоживущий сеттинг шутеров от первого лица, основанных на Второй мировой войне.
В 1998 году Valve выпустила игру Half-Life, основанную на движке Quake. Игра впоследствии стала значительным коммерческим успехом. Если предшествующие шутеры строили геймплей на инстинктах и реакции игрока, то в Half-Life была довольно сильная сюжетная линия; особенностью игры было отсутствие кат-сцен, вид от первого лица по ходу игры не прерывался. Игра популяризовала концепцию неигровых персонажей, впервые представленную в Strife, однако в ней не было игровых бонусов в традиционном для жанра виде. Игру хвалили за хороший искусственный интеллект, предлагаемый набор оружия и внимание к деталям, что, по мнению ресурса GameSpot, «позволяет считать игру одной из лучших игр всех времен».
Starsiege: Tribes, также вышедший в 1998 году, был онлайновым многопользовательским шутером, поддерживающим одновременное участие в матче до 32 игроков. Это была командная игра с обилием специализированных ролей, а также в ней имелся нетипичный для жанра предмет — джетпак. Игра стала весьма популярной, впоследствии её геймплею подражали при создании серии Battlefield. Вышедшие в 1999 году игры Quake III Arena от id Software и Unreal Tournament от Epic быстро стали популярными из-за интенсивных и хорошо понятных многопользовательских режимов, причем у обеих игр режим одного игрока был существенно урезан. В том же году вышел Counter-Strike, модификация Half-Life, посвящённый контртеррористической тематике. Вышедшая в 2004 году версия Counter-Strike: Source стала на тот момент самым популярным многопользовательским шутером от первого лица, равно как и самой популярной модификацией игры. В пиковые периоды в игру одновременно играло более 90 тысяч игроков.

### Онлайн-сражения и возвращение на приставки: 2000—2006
В 1999 году на выставке E3 компания Bungie анонсировала стратегию в реальном времени под названием Halo, однако позже на том же E3 был показан довольно ранний прототип шутера от третьего лица. В 2000 году Bungie вошла в состав Microsoft. После этого концепция была изменена, и игра вышла как шутер от первого лица, став одной из тех игр, с которыми была выпущена приставка Xbox. Игра стала оглушительным коммерческим успехом и снискала настолько хвалебные отзывы критиков, что стала расцениваться первым шутером от первого лица на приставках. В игре была крепкая сюжетная линия, напоминающая ранние игры Bungie из серии Marathon, но сюжет в Halo рассказывался преимущественно в игровых диалогах и кат-сценах. Также удостоились похвалы основные персонажи — протагонист Master Chief и инопланетный антагонист. С Halo 2, вышедшим в 2004 году сиквелом, на приставках стал появился популярный рынок онлайн-игр, доступный через сервис Xbox Live. Игра была самой популярной в этом сервисе почти два года.
В Deus Ex, выпущенном в 2000 году Ion Storm, была система развития персонажа, аналогичная ролевым играм. В игре был продуманный сюжет, развитие которого зависело от того, как именно игрок выполнял задания. Игра заслужила признание за свой серьёзный, художественный стиль. В играх Survivor (2000 год) и Dead Aim (2004 год) серии Resident Evil были осуществлены попытки комбинации жанров игр для светового пистолета, шутера от первого лица и элементов из жанра survival horror. Высоко оценённый шутер от первого лица Metroid Prime, вышедший на приставке GameCube в 2002 году, также включал такой элемент из жанра action-adventure как головоломки, основанные на прыжках. Сюжетно игра была связана с двухмерной игрой Metroid в жанре сайд-скроллер метроидвания. Встав на курс «полный вперед к виду от первого лица», игра подчеркивала свою приключенческую составляющую, за что получила от журналиста Криса Коулера определение «игры, вырвавший жанр из когтей Doom».
В World War II Online, вышедшей в 2001 году, был доступен постоянно существующий «массовый многопользовательский» игровой мир, тем не менее в IGN сочли, что «до полной реализации такого окружения потребуется ещё несколько лет». В Battlefield 1942, шутере о Второй мировой войне, вышедшем в 2002 году, были представлены крупномасштабные сражения, в которых участвовала авиация, морские суда, наземные орудия и пехота. В 2003 году PlanetSide позволил сотням игроков одновременно соперничать в постоянно существующем мире. Игра продвигалась под слоганом «первого в мире массового многопользовательского шутера от первого лица». В Doom 3, вышедшем в 2004 году, больше внимания уделялось элементам, ужасающим и пугающим игрока, за что удостоилась положительных отзывов критиков и стала бестселлером. Тем не менее, некоторые критики считали геймплей игры «пустым», видели в игре отсутствие инноваций в погоне за впечатляющей графикой. В 2005 году вышел фильм «Doom», в котором были эпизоды, показывающие вид и действие шутера от первого лица. Они были высмеяны критиками как умышленно невежественные и беспричинно жестокие.
Вышедший в 2005 году F.E.A.R. получил признание за умелое сочетание гейплея шутера от первого лица и атмосферы японских фильмов ужасов. Позже, в 2007 году, Irrational Games выпускает и игру BioShock, которую некоторые критики называли игрой года за новаторский художественный стиль, дизайн и сюжет. Некоторые сочли игру «духовным продолжением» System Shock 2, ранее вышедшей игры Irrational Games.
Игры Far Cry (2004 год), Crysis (2007 год) от Crytek, а также Far Cry 2 (2008 год) от Ubisoft существенно продвинулись в улучшении графики и концепции открытого мира. Примерно в то же время в играх Call of Duty 4 (2007 год), Resistance (2006 год) и её продолжении Resistance 2 (2008 год) существенно улучшили подачу сюжета последовательными уровнями. В то же время быстротечный и линейный геймплей в играх серии Call of Duty имеет сходства с рельсовыми шутерами. В 2006 году издание GamaSutra сообщила, что с точки зрения прибыли издателей, жанр шутеров от первого лица показывает наибольший и наибыстрейший рост.

### 2007 — современность
В 2010 году исследователями из Лейденского университета было выявлено, что увлечение компьютерными играми в жанре шутеров от первого лица связано с повышенной мозговой гибкостью. Игрокам в подобные игры, в сравнении с не увлекающимися компьютерными играми лицами, требуется значительно меньшее время при переключении между сложными задачами. Предположительно, это вызвано необходимостью более отзывчивого образа мышления для быстрой реакции на визуальные и звуковые стимулы, а также постоянного переключения между различными заданиями. Применение игровых контроллеров, захватывающих движения (например, контролёры приставки Wii), «должно сделать управление в шутерах таким же доступным и точным интерфейсом, как простое указание рукой», из-за чего «облик шутеров от первого лица существенно изменится». Тем не менее технические сложности, связанные с задачами, отличными от прицеливания — например, перезарядка или маневрирование — препятствует их распространению в шутерах от первого лица. Компьютерный интерфейс Pointman сочетает в себе геймпад с функцией захвата движения, гарнитуру с функцией отслеживания взгляда, а также две ножные педали, увеличивающие точность и уровень контроля над аватаром в шутерах от первого лица военного назначения.